# Gourgeonne
Gourgeonne – rzeka we Francji, przepływająca przez teren departamentu Górna Saona, o długości 27 km. Stanowi prawy dopływ rzeki Saony.